# Ringer Valley
Das Ringer Valley ist ein Tal im ostantarktischen Viktorialand. Es liegt zwischen den Gebirgskämmen Kuivinen Ridge und Stone Ridge in der Saint Johns Range. Der untere und mittlere Abschnitt des Tals wird durch den Ringer-Gletscher eingenommen, der in nördlicher Richtung zum Miller-Gletscher fließt. Der obere, d. h. südliche, Abschnitt ist überwiegend eisfrei.
Das Advisory Committee on Antarctic Names benannte das Tal 2005 in Verbindung mit dem gleichnamigen Gletscher sowie der Moräne The Ringer. Letztere weist in ihrer Projektionsfläche eine auffällige, namensgebende Kreissymmetrie auf.